# Vilafranca de Bonany
Vilafranca de Bonany település Spanyolországban, a Baleár-szigeteken. Vilafranca de Bonany Petra, Manacor, Felanitx, Porreres és Sant Joan községekkel határos. Lakosainak száma 3816 fő (2024).

## Népesség
A település népessége az elmúlt években az alábbi módon változott:
| Lakosok száma | 2431 | 2563 | 2573 | 2908 | 2958 | 2910 | 2941 | 3380 | 3558 | 3816 |
|               | 2001 | 2004 | 2006 | 2009 | 2011 | 2014 | 2016 | 2019 | 2021 | 2024 |